# Liste der Kulturgüter in Meyrin
Die Liste der Kulturgüter in Meyrin enthält alle Objekte in der Gemeinde Meyrin im Kanton Genf, die gemäss der Haager Konvention zum Schutz von Kulturgut bei bewaffneten Konflikten, dem Bundesgesetz vom 20. Juni 2014 über den Schutz der Kulturgüter bei bewaffneten Konflikten sowie der Verordnung vom 29. Oktober 2014 über den Schutz der Kulturgüter bei bewaffneten Konflikten unter Schutz stehen.
Objekte der Kategorien A und B sind vollständig in der Liste enthalten, Objekte der Kategorie C fehlen zurzeit (Stand: 13. Oktober 2021).

## Kulturgüter
| Foto | | Objekt | Kat. | Typ | Standort                              | Beschreibung |
| ---- | --- | --- | ---- | --- | ------------------------------------- | ------------ |
| BW   | Datei hochladen · Wikidata zu Europäische Organisation für Kernforschung CERN, Archiv (Gebäude 61) (Q27485146) | Europäische Organisation für Kernforschung CERN, Archiv und Bibliothek / Organisation européenne pour la recherche nucléaire CERN, archives et bibliothèque KGS-Nr.: 8831 | A    | S   | Route de Meyrin 399 492898 / 121262   |              |
| ja   | Datei hochladen · Wikidata zu Haus Mani (Q29479597)                                                            | Maison Mani KGS-Nr.: 10027 | A    | G   | Avenue de Vaudagne 13 494651 / 120851 |              |
| ja   | Datei hochladen · Wikidata zu Saint-Julien (Meyrin) (Q29711267)                                                | Kirche Saint-Julien / Église Saint-Julien KGS-Nr.: 2606 | B    | G   | Route de Meyrin 301 494529 / 120619   |              |